# Distrito de Juli
El distrito de Juli es uno de los siete que conforman la provincia de Chucuito, ubicada en el departamento de Puno en el Sudeste del Perú.
Desde el punto de vista jerárquico de la Iglesia católica es sede de la Prelatura de Juli en la Arquidiócesis de Arequipa.

## Historia
El distrito fue creado en los primeros años de la República.

## Geografía

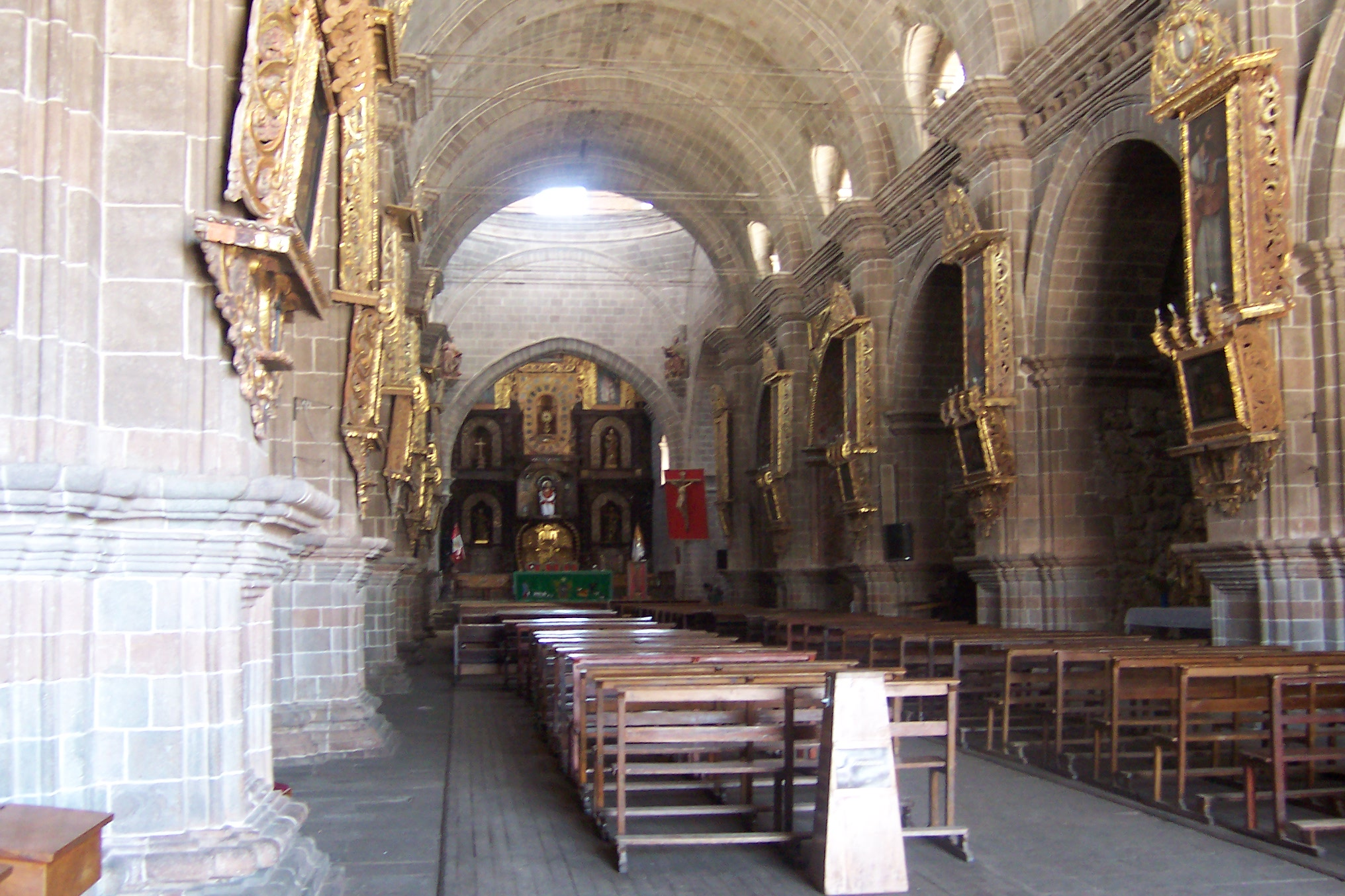
Interior de la Catedral de Juli.

Situado en el oeste de la provincia linda al norte con la vecina Provincia de El Collao, distrito de Pilcuyo y también con el lago Titicaca; al sur con los distritos de Conduriri  y de Huacullani; al este con el de Pomata y al oeste con la vecina Provincia de El Collao, Distrito de Ilave.

## Capital
La Capital del distrito y de la provincia es la ciudad de Juli ubicada sobre los 3 869 m s. n. m.  Fue creada en los años de la Independencia del Perú (1821).

## Demografía
La población estimada en el año 2000 es de 22 233 habitantes, el más poblado de la provincia.

## Autoridades

### Municipales
- 2019 - 2022[3]
  - Alcalde: Justo Apaza Delgado, de Frente Amplio para el Desarrollo del Pueblo.
  - Regidores:

  1. Erasmo Quispe Illacutipa (Frente Amplio para el Desarrollo del Pueblo)
  2. Herminia Apaza Canaza (Frente Amplio para el Desarrollo del Pueblo)
  3. Lucio Zapana Condori (Frente Amplio para el Desarrollo del Pueblo)
  4. Edilberto Ramos Choque (Frente Amplio para el Desarrollo del Pueblo)
  5. Bartolomé Chanini Tito (Frente Amplio para el Desarrollo del Pueblo)
  6. Rafael Sandoval Fernández (Frente Amplio para el Desarrollo del Pueblo)
  7. Obed Isai Espinoza Castillo (Frente Amplio para el Desarrollo del Pueblo)
  8. Primo Feliciano Ramírez Collatupa (Movimiento de Integración por el Desarrollo Regional (Mi Casita))
  9. Victor Rafael Velazco García (Poder Andino)
  10. Justo Vilca Velázquez (El Frente Amplio por Justicia, Vida y Libertad)
  11. Wile Mamani Copa (Gestionando Obras y Oportunidades con Liderazgo)